# Piotr Kłodkowski
Piotr Kłodkowski (ur. 20 stycznia 1964) – polski orientalista, dziennikarz, laureat Nagrody im. Beaty Pawlak (2004) i Nagrody im. księdza Józefa Tischnera (2006). Ambasador RP w Indiach w latach 2009–2014.

## Życiorys

### Nauka
W latach 1983–1989 studiował orientalistykę na Uniwersytecie Jagiellońskim, a w latach 1986–1989 także filozofię na Papieskiej Akademii Teologicznej w Krakowie. W 1996 obronił pracę doktorską z literaturoznawstwa Homo mysticus hinduizmu i islamu. Mistyczny ruch bhakti i sufizm na Uniwersytecie Jagiellońskim (promotorka: prof. Jadwiga Pstrusińska). Od 2003 jest pracownikiem Wyższej Szkoły Zarządzania i Informatyki w Rzeszowie, od 2007 był profesorem nadzwyczajnym tej uczelni, kierował Instytutem Badań nad Cywilizacjami. W latach 2007–2008 był tymczasowo rektorem Wyższej Szkoły Społeczno-Gospodarczej w Tyczynie. W 2010 habilitował się na podstawie pracy O pęknięciu wewnątrz cywilizacji. Ideologiczny spór między modernistami a fundamentalistami w islamie i hinduizmie w XX i na początku XXI wieku w Instytucie Studiów Politycznych PAN. W 2014 został rektorem Wyższej Szkoły Europejskiej im. ks. Józefa Tischnera w Krakowie.

### Dziennikarstwo
Jest członkiem Zespołu miesięcznika „Znak”, Współpracował z „Tygodnikiem Powszechnym”, TVN24, w latach 2002–2008 prowadził audycję radiową „Pod własnym niebem” w Radiu Rzeszów. Jego cykl artykułów Doskonały smak Orientu, opublikowany w miesięczniku „Znak”, został w 2004 wyróżniony nagrodą im. Beaty Pawlak, a w 2006 wydany w formie książkowej.

### Dyplomacja
W latach 2009–2014 był ambasadorem RP w Indiach, akredytowanym także w Nepalu, Bangladeszu, na Sri Lance i Malediwach.

## Książki
- Homo mysticus hinduizmu i islamu. Wyd. 1. Warszawa: Wydawnictwo Akademickie DIALOG, 1998, seria: Świat Orientu. ISBN 83-86483-72-5. Brak numerów stron w książce
- Jak modlą się Hindusi: antologia modlitw (2000) – wybór, wstęp i przypisy
- Wojna światów?: o iluzji wartości uniwersalnych (2002)
- O pęknięciu wewnątrz cywilizacji: ideologiczny spór między modernistami a fundamentalistami w islamie i hinduizmie w XX i na początku XXI wieku (2005) – nagrodzony nagrodą im. księdza J. Tischnera
- O pęknięciu wewnątrz cywilizacji. Wyd. 1. Warszawa: Wydawnictwo Akademickie DIALOG, 2005. ISBN 83-89899-20-5. Brak numerów stron w książce – nagrodzony nagrodą im. księdza J. Tischnera
- Doskonały smak Orientu (2006)
- Islam. między stereotypem a rzeczywistością (2006) – razem z Agatą Marek
- Nepal. Od królestwa do republiki (2008) – razem z Anną Siewierską-Chmaj
- Imperium boga Hanumana. Indie w trzech odsłonach (2018)